# Dedi Ben Dayan
David "Dedi" Ben Dayan (en hébreu : דוד "דדי" בן דיין), né le 22 novembre 1978 à Holon en Israël, est un footballeur international israélien qui évolue au poste de défenseur.

## Biographie

### Carrière
Dedi Ben Dayan est formé au Maccabi Tel-Aviv. Durant la saison 2000/2001, Ben Dayan a été appelé pour la première fois en équipe nationale d'Israël par Richard Møller Nielsen, pour un match amical contre la Hongrie. Après cinq saisons et 141 matchs sous les couleurs du Maccabi Tel-Aviv. Avec le Maccabi TA, il a gagné une seule Toto Cup en 1999 et deux coupes en 2001, 2002.
En 2002, il a été transféré à l'Hapoël Petah-Tikvah où il commençait à chaque match comme titulaire, mais étant généralement le premier joueur remplacé (seulement 9 matchs). Puis en janvier 2003, il a été transféré à l'Hapoël Kfar-Sabah mais après que le club a été relégué en deuxième division et il a été laisser libre à la fin de la saison (seulement 5 matchs).
En 2003, il a été transféré à l'Hapoël Beer-Sheva. Dans ce club, il a relancé sa carrière. Cela a même conduit à lui faire une deuxième chance de jouer pour l'équipe nationale, mais il rentra à la deuxième mi-temps pour les deux matches amicaux contre l'Azerbaïdjan et la Moldavie.
Après deux saisons et 59 matchs sous les couleurs de Beer-Sheva. Il est devenu le deuxième israélien à jouer en Major League Soccer, où il a signé un contrat d'un an avec les Colorado Rapids. Lorsque sa première saison terminée, il avait prouvé sa valeur au manager du Colorado, Fernando Clavijo, et a signé un contrat de trois ans.
En août 2006, il est retourné en Israël pour jouer pour le Maccabi Netanya. Il a déclaré qu'il avait demandé à revenir au pays à cause du conflit israélo-libanais de 2006 et voulait se rapprocher de sa famille. Après son retour dans le football israélien, il a été noté par les médias que son jeu s'était amélioré de façon spectaculaire à partir du moment de son départ pour la MLS en 2005. Lorsqu'il a été interrogé par les journalistes, ilcrédité cette amélioration est au rythme plus rapide et jeu plus physique de la MLS.
Après trois saisons et 86 matchs sous les couleurs du Maccabi Netanya. Il a été transféré à l'Hapoël Tel-Aviv.
Après deux saisons et demie et 59 matchs sous les couleurs de l'Hapoël Tel-Aviv. Avec le Hapoël TA, il a gagné un championnat en 2010 et deux coupes en 2010, 2011.
En janvier 2012, il quitte son pays natal pour une deuxième fois pour signe avec l'équipe chypriote de l'Omonia Nicosie jusqu'à la fin de la saison (seulement 8 matchs) mais il a gagné une coupe en 2012.
Après son passage en Chypre, il retourne en Israël pour jouer avec l'Hapoël Acre. Un an plus tard, il signe à Bnei Sakhnin.

### Équipe nationale
Dedi Ben Dayan a eu 12 apparitions en Israël espoirs entre 1998 et 1999.
Il est convoqué pour la première fois par le sélectionneur national Richard Møller Nielsen pour un match amical face à la Hongrie le 3 juin 2000. Il entre à la 80e minute à la place de Jan Talesnikov (défaite 2-1). Le 10 octobre 2009, il marque son seul but en équipe d'Israël lors d'un match des éliminatoires de la Coupe du monde 2010 face à la Moldavie (victoire 3-1).
Il compte 28 sélections et 1 but avec l'équipe d'Israël entre 2000 et 2012.

## Palmarès
- Avec le Maccabi Tel-Aviv :
  - Vainqueur de la Toto Cup en 1999
  - Vainqueur de la coupe d'Israël en 2001 et 2002.
- Avec l'Hapoël Tel-Aviv :
  - Champion d'Israël en 2010
  - Vainqueur de la coupe d'Israël en 2010 et 2011.
- Avec l'Omonia Nicosie :
  - Vainqueur de la coupe de Chypre en 2012.

## Statistiques

### Statistiques en club
| Saison                | Club                      | Championnat           | Championnat | Championnat | Coupe nationale | Coupe nationale | Coupe de la Ligue | Coupe de la Ligue | Compétition(s) continentale(s) | Compétition(s) continentale(s) | Compétition(s) continentale(s) | Israël | Israël | Total | Total |
| Saison                | Club                      | Division              | M.          | B.          | M.              | B.              | M.                | B.                | Comp.                          | M.                             | B.                             | M.     | B.     | M.    | B.    |
| 1997-1998             | Maccabi Tel-Aviv          | Ligat HaAl            | 11          | 3           | -               | -               | -                 | -                 | -                              | -                              | -                              | -      | -      | 11    | 3     |
| 1998-1999             | Maccabi Tel-Aviv          | Ligat HaAl            | 29          | 3           | -               | -               | -                 | -                 | -                              | -                              | -                              | -      | -      | 29    | 3     |
| 1999-2000             | Maccabi Tel-Aviv          | Ligat HaAl            | 37          | 11          | -               | -               | -                 | -                 | C3                             | 2                              | 1                              | 1      | 0      | 40    | 12    |
| 2000-2001             | Maccabi Tel-Aviv          | Ligat HaAl            | 34          | 3           | -               | -               | -                 | -                 | -                              | -                              | -                              | 4      | 0      | 38    | 3     |
| 2001-2002             | Maccabi Tel-Aviv          | Ligat HaAl            | 30          | 0           | -               | -               | -                 | -                 | C3                             | 6                              | 1                              | 3      | 0      | 39    | 1     |
| 2002-2003             | Hapoël Petah-Tikva (prêt) | Ligat HaAl            | 5           | 0           | -               | -               | -                 | -                 | -                              | -                              | -                              | -      | -      | 5     | 0     |
| 2002-2003             | Hapoël Kfar Saba (prêt)   | Ligat HaAl            | 9           | 0           | -               | -               | -                 | -                 | -                              | -                              | -                              | -      | -      | 9     | 0     |
| 2003-2004             | Hapoël Beer-Sheva (prêt)  | Ligat HaAl            | 29          | 1           | -               | -               | -                 | -                 | -                              | -                              | -                              | 2      | 0      | 31    | 1     |
| 2004-2005             | Hapoël Beer-Sheva (prêt)  | Ligat HaAl            | 30          | 1           | -               | -               | -                 | -                 | -                              | -                              | -                              | -      | -      | 30    | 1     |
| 2005                  | Rapids du Colorado        | MLS                   | 8+3         | 4+0         | -               | -               | -                 | -                 | -                              | -                              | -                              | -      | -      | 11    | 4     |
| 2006                  | Rapids du Colorado        | MLS                   | 16          | 4           | -               | -               | -                 | -                 | -                              | -                              | -                              | -      | -      | 16    | 4     |
| 2006-2007             | Maccabi Netanya           | Ligat HaAl            | 32          | 5           | -               | -               | -                 | -                 | -                              | -                              | -                              | 1      | 0      | 33    | 5     |
| 2007-2008             | Maccabi Netanya           | Ligat HaAl            | 28          | 4           | -               | -               | -                 | -                 | C3                             | 2                              | 0                              | 2      | 0      | 32    | 4     |
| 2008-2009             | Maccabi Netanya           | Ligat HaAl            | 26          | 5           | 4               | 3               | 2                 | 0                 | C3                             | 2                              | 0                              | 6      | 0      | 40    | 8     |
| 2009-2010             | Hapoël Tel-Aviv           | Ligat HaAl            | 31          | 11          | 4               | 1               | -                 | -                 | C3                             | 10                             | 1                              | 4      | 1      | 49    | 14    |
| 2010-2011             | Hapoël Tel-Aviv           | Ligat HaAl            | 27          | 0           | 3               | 1               | -                 | -                 | C1                             | 9                              | 0                              | 3      | 0      | 42    | 1     |
| 2011-2012             | Hapoël Tel-Aviv           | Ligat HaAl            | 1           | 0           | -               | -               | -                 | -                 | C3                             | 3                              | 0                              | 1      | 0      | 5     | 0     |
| 2011-2012             | Omonia Nicosie            | A Kategoria           | 8           | 1           | 2               | 0               | -                 | -                 | -                              | -                              | -                              | 1      | 0      | 11    | 1     |
| 2012-2013             | Hapoël Acre               | Ligat HaAl            | 26          | 1           | -               | -               | -                 | -                 | -                              | -                              | -                              | -      | -      | 26    | 1     |
| 2013-2014             | Hapoël Bnei Sakhnin       | Ligat HaAl            | 34          | 4           | 2               | 0               | -                 | -                 | -                              | -                              | -                              | -      | -      | 36    | 4     |
| 2014-2015             | Maccabi Petah-Tikva       | Ligat HaAl            | 19          | 2           | 1               | 0               | 3                 | 0                 | -                              | -                              | -                              | -      | -      | 23    | 2     |
| 2015-2016             | Maccabi Sha'arayim        | Liga Alef (D3)        | 20          | 1           | -               | -               | -                 | -                 | -                              | -                              | -                              | -      | -      | 20    | 1     |
| Total sur la carrière | Total sur la carrière     | Total sur la carrière | 493         | 64          | 16              | 5               | 5                 | 0                 | -                              | 34                             | 3                              | 28     | 1      | 576   | 73    |

### Buts en sélection
Le tableau suivant liste tous les buts inscrits par Dedi Ben Dayan avec l'équipe d'Israël.